# Iaroslavitch Iaroslavl
Maillots
Le VK Iaroslavitch (en russe : волейбольный клуб Ярославич, voleïbolny klub Iaroslavitch) est un club de volley-ball russe basé à Iaroslavl, évoluant au plus haut niveau national (Superliga).

## Historique
- 1988 : Création du club sous le nom du VK Neftianik Iaroslavl
- 2007 : Le club est renommé en VK Iaroslavitch

## Palmarès
Néant

## Effectif de la saison 2013-2014
| No                                                                                     | Nom                                                                                    | Date de naissance                                                                      | Taille                       | Poids                        | Poste                        |
| -------------------------------------------------------------------------------------- | -------------------------------------------------------------------------------------- | -------------------------------------------------------------------------------------- | ---------------------------- | ---------------------------- | ---------------------------- |
| 1                                                                                      | Jan Willem Snippe                                                                      | 21 mai 1986                                                                            | 200                          | 92                           | Réceptionneur-attaquant      |
| 2                                                                                      | Aleksandr Ivanov                                                                       | 19 février 1987                                                                        | 209                          |                              | Central                      |
| 3                                                                                      | Igor Tisevitch                                                                         | 16 avril 1991                                                                          | 197                          | 86                           | Passeur                      |
| 4                                                                                      | Kay van Dijk                                                                           | 25 juin 1984                                                                           | 215                          | 104                          | Attaquant                    |
| 5                                                                                      | Vladimir Ivanov                                                                        | 9 mars 1985                                                                            | 193                          | 82                           | Réceptionneur-attaquant      |
| 6                                                                                      | Guillaume Quesque                                                                      | 29 avril 1989                                                                          | 203                          | 83                           | Réceptionneur-attaquant      |
| 7                                                                                      | Aleksandr Sokolov                                                                      | 1er mars 1982                                                                          | 193                          | 80                           | Libero                       |
| 8                                                                                      | Semion Poltavski                                                                       | 8 février 1981                                                                         | 205                          | 89                           | Attaquant                    |
| 10                                                                                     | Sergueï Choulga                                                                        | 24 avril 1981                                                                          | 198                          | 80                           | Passeur                      |
| 11                                                                                     | Nikolaï Kharitonov                                                                     | 22 mai 1990                                                                            | 206                          | 103                          | Central                      |
| 13                                                                                     | Viatcheslav Souvorov                                                                   | 15 octobre 1986                                                                        | 204                          |                              | Réceptionneur-attaquant      |
| 14                                                                                     | Alekseï Ploujnikov                                                                     | 15 juillet 1992                                                                        | 205                          | 98                           | Attaquant                    |
| 15                                                                                     | Inal Tavasiev                                                                          | 28 mars 1989                                                                           | 202                          |                              | Central                      |
| 16                                                                                     | Nikita Vichnevetski                                                                    | 9 mars 1985                                                                            | 193                          | 82                           | Réceptionneur-attaquant      |
| 17                                                                                     | Vitali Jourov                                                                          | 16 février 1977                                                                        | 202                          |                              | Réceptionneur-attaquant      |
| 18                                                                                     | Ilia Tchibirov                                                                         | 10 février 1991                                                                        | 172                          | 73                           | Libero                       |
| 19                                                                                     | Egor Logunov                                                                           | 1er octobre 1991                                                                       | 198                          | 88                           | Réceptionneur-attaquant      |
| 20                                                                                     | Andreï Kolesnik                                                                        | 23 juin 1991                                                                           | 203                          | 92                           | Attaquant                    |
|                                                                                        |                                                                                        |                                                                                        |                              |                              |                              |
| Encadrement technique                                                                  | Encadrement technique                                                                  |                                                                                        | Légende                      | Légende                      | Légende                      |
| Entraîneur : Sergueï Tchaban                                                           | Entraîneur : Sergueï Tchaban                                                           | Entraîneur : Sergueï Tchaban                                                           | : Capitaine                  | : Capitaine                  | : Capitaine                  |
| Entraîneur(s) adjoint(s) : Sergueï Dopert Entraîneur(s) adjoint(s) : Guennadi Logounov | Entraîneur(s) adjoint(s) : Sergueï Dopert Entraîneur(s) adjoint(s) : Guennadi Logounov | Entraîneur(s) adjoint(s) : Sergueï Dopert Entraîneur(s) adjoint(s) : Guennadi Logounov | : Joueur blessé actuellement | : Joueur blessé actuellement | : Joueur blessé actuellement |
| Manager général : Nikolaï Jeliazkov                                                    |                                                                                        |                                                                                        |                              |                              |                              |

| Équipe type : Iaroslavitch Iaroslavl                                                                            |
| \| Choulga · # 10 Snippe · # 1 A. Ivanov · # 2 Poltavski · # 8 V. Ivanov · # 5 Tavasiev · # 15 Sokolov · # 7 \| |
| Choulga · # 10 Snippe · # 1 A. Ivanov · # 2 Poltavski · # 8 V. Ivanov · # 5 Tavasiev · # 15 Sokolov · # 7       |

| Choulga · # 10 Snippe · # 1 A. Ivanov · # 2 Poltavski · # 8 V. Ivanov · # 5 Tavasiev · # 15 Sokolov · # 7 |